# Лиман (Лозовский район)
Лиман (укр. Лиман) — село, Тихопольский сельский совет, Лозовский район, Харьковская область.
Код КОАТУУ — 6323987005. Население по переписи 2001 года составляет 0 человек.

## Географическое положение
Село Лиман находится на расстоянии в 3 км от посёлка Конное и села Новая Мечебиловка.

## История
- 1834 — дата основания.